# 辛勉
辛勉（？—？），字伯力，陇西郡狄道县（今甘肃省定西市临洮县）人，西晋官员，

## 生平
辛勉是左卫将军辛洪之子，博学有贞洁坚定的节操。晋怀帝时，辛勉多次升任侍中。永嘉五年（311年），洛阳被汉赵攻陷，辛勉随晋怀帝被俘虏至平阳。刘聪想要任命辛勉为光禄大夫，辛勉坚决推辞不接受。刘聪派遣手下黄门侍郎乔度送去药酒逼迫辛勉，辛勉说：“大丈夫怎能因为数年的生命而亏损高尚的节操，侍奉两个姓氏，无颜在地下见到晋武帝！”辛勉拿起药酒就要喝，乔度立即制止他说：“主上考验您一下，您真是高士啊！”乔度叹息着离去。刘聪赞许辛勉的贞节，为辛勉在平阳西山建造房屋，每月送去酒米，辛勉还是拒不接受，在虚龄八十岁时去世。

## 延伸阅读
[在维基数据编辑]
 《晉書·卷089》，出自房玄齡《晉書》